# Граница между Алжиром и Нигером

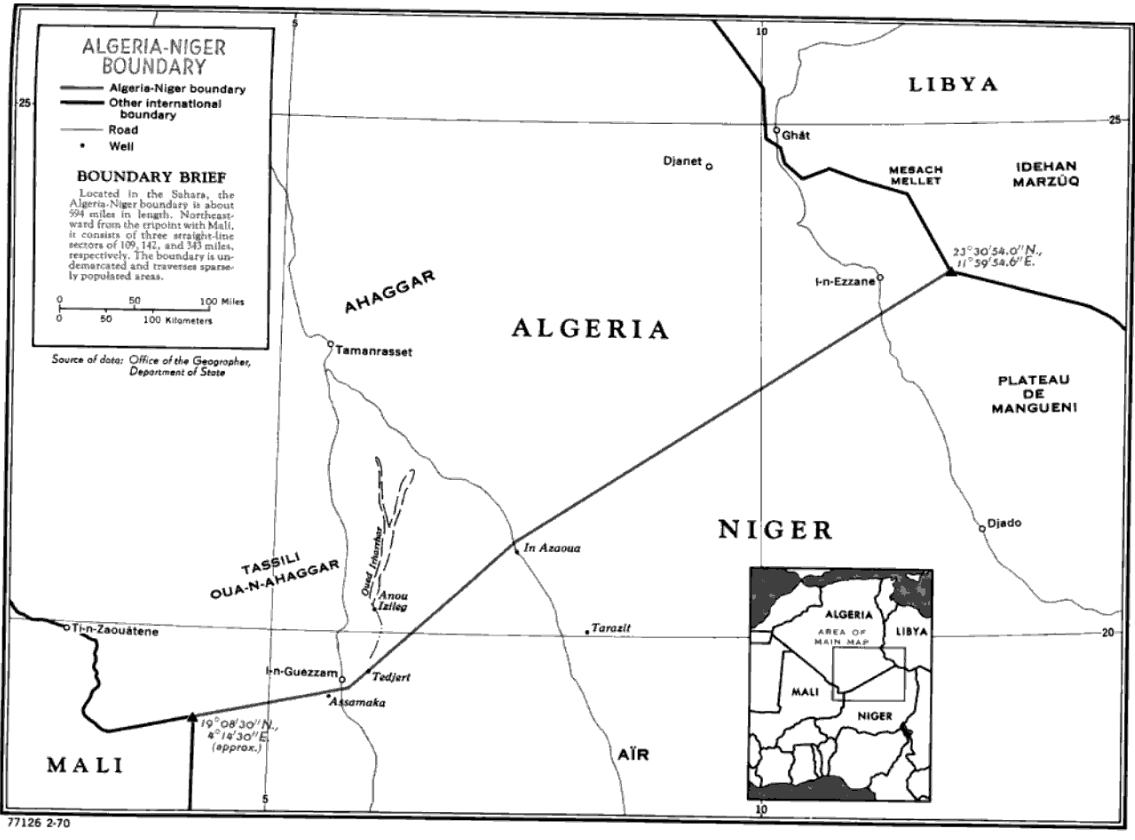
Карта границы между Алжиром и Нигером

Граница между Алжиром и Нигером составляет 951 километр в длину и проходит от тройного пограничного стыка с Мали на западе до тройного пограничного стыка с Ливией на востоке.

## Описание
Граница состоит из трёх прямых линий, идущих на северо-восток между тройными пограничными стыками с Мали и Ливией. Самая западная линия проходит от тройного пограничного стыка в Мали до шоссе Агадес-Таманрассет на протяжении 175 км (109 миль); средняя часть проходит на 229 км (142 мили) до района И-н-Азауа; и последний и самый длинный сегмент проходит на 552 км (343 мили) до ливийского пограничного стыка. Граница полностью проходит по пустыне Сахара.

## История
В 1880-е годы между европейскими державами велась острая конкуренция за территории в Африке, процесс, известный как гонка за Африку. Кульминацией процесса стала Берлинская конференция 1884 года, на которой заинтересованные европейские страны согласовали свои территориальные претензии и правила ведения боевых действий. В результате этого Франция получила контроль над верхней долиной реки Нигер (примерно такой же, как территории современных Мали и Нигера). Франция уже завоевала большую часть северного Алжира в период 1830-47 годов, включив его в свой состав. Франция оккупировала территорию современного Нигера в 1900 году, объявив её военной территорией, первоначально с центром управления в Зиндере. Первоначально Нигер был включён, наряду с современными Мали и Буркина-Фасо, в колонию Верхний Сенегал и Нигер, однако он был выделен в 1911 году и стал составной частью федеральной колонии Французской Западной Африки (Afrique occidentale française, сокращённо AOF). Тем временем в Алжире Франция продвигалась на юг от прибрежной зоны, завоевав большую часть алжирской Сахары в 1902 году. Граница между Французской Западной Африкой и Французским Алжиром (то есть то, что сейчас является границей Алжира с Мавританией, Мали и Нигером) была согласована 7 июня 1905 года комендантом Верхнего Сенегала и Нигера и военным командующим Департамента де л’Оазис во Французском Алжире. Граница была дополнительно определена Ниамейской конвенцией от июня 1909 года.
По мере роста движения за деколонизацию в эпоху после Второй мировой войны Франция постепенно предоставляла больше политических прав и представительства своим африканским колониям к югу от Сахары, что привело к предоставлению широкой внутренней автономии Французской Западной Африке в 1958 году в рамках Французского сообщества. В конце концов, в августе 1960 года Нигеру была предоставлена полная независимость. Ситуация в Алжире оказалась гораздо менее ясной из-за большого количества французских поселенцев в Алжире, а независимость была предоставлена только в июле 1962 года после долгой и кровопролитной войны. Тогда граница Алжира и Нигера стала международной границей между двумя суверенными государствами.
В последние годы приграничный регион стал снова привлекать к себе внимание из-за увеличения числа африканских мигрантов, пересекающих его, стремясь попасть в Европу; в 2017 году Алжир начал более тщательно охранять границу, что вызвало некоторую критику, поскольку депортированные мигранты застревали на удалённой границе без какой-либо провизии.

## Пограничные переходы
Единственный официальный пограничный переход находится на Транссахарском шоссе между городами Ин-Геззам (Алжир) и Ассамакка (Нигер). Район обычно считается небезопасным для путешествий правительствами третьих стран.